# Carmelo Bene
Pour les articles homonymes, voir Bene (homonymie).
Carmelo Bene, né le 1er septembre 1937 à Campi Salentina et mort à Rome le 16 mars 2002, est un acteur, écrivain, réalisateur et metteur en scène italien.
Il a été l'un des protagonistes de la neoavanguardia théâtrale italienne et l'un des fondateurs du « nouveau théâtre italien ». Auteur prolifique, il s'est engagé dans diverses formes d'art telles que la poésie et le cinéma. Le genre, en ce qui concerne les œuvres de Bene, est difficile à déterminer. Carmelo Bene qualifie parfois son art (théâtral, cinématographique, littéraire, ...) de « dégénéré ».

## Biographie

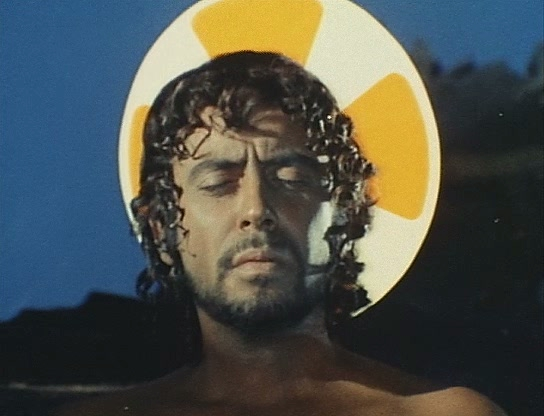
Carmelo Bene dans Salomé (1972).

Carmelo Bene passe son enfance dans un collège religieux. À 18 ans, il entre, seulement pour quelques mois, au Conservatoire de Rome. Il met en scène et joue dans Caligula d'Albert Camus en 1959. Il travaille ensuite sur des poèmes de Vladimir Maïakovski qu'il rejoue plusieurs fois, jusqu'à la version définitive de 1982 : Quatre manières diverses de mourir en vers.
À partir de 1967, il se lance dans le cinéma, et tourne Hermitage, Notre-Dame des Turcs, Don Giovanni, Capricci, Salomé et Un Hamlet de moins, des films qui marquent l'époque, ainsi que son théâtre par la réutilisation de « vitesses » cinématographiques.
Il revient au théâtre en 1974, quittant définitivement le cinéma, et donne ses spectacles sur les scènes italiennes les plus importantes. Il s'attaque ensuite à Shakespeare dont il va monter successivement Roméo et Juliette (en même temps que S.A.D.E.), Richard III (publié en 1978 sous le titre de Superpositions avec un commentaire de Gilles Deleuze), plusieurs versions différentes de Hamlet, Othello, et enfin Macbeth (Paris, 1983).
Une autre pièce que Carmelo Bene ne cesse de présenter est Pinocchio, point de départ d'une conceptualisation de l'acteur comme « machine actoriale », concept toujours à l'œuvre dans les réalisations qui suivent : Lorenzaccio, Le Dîner des dupes, Hamlet suite, Macbeth Horror suite. L'aboutissement de ce travail est la série de l'Achilléide-Penthésilée qui évoque à la manière d'Artaud la cérémonie funèbre et dérisoire du vide du théâtre,.

## Théâtre
- 1959 : - Caligula d'Albert Camus, Rome. Puis seconde version en 1961.
- 1961 : - Spectacle concert Maïakovski, Bologne. Puis deux autres versions en 1962.
  - L'étrange cas du Dr Jekyll et de Mr Hyde de Robert Louis Stevenson, Gênes.
  - Pinocchio de Carlo Collodi. Puis une seconde version en 1965 et une troisième en 1981.
  - Hamlet de Shakespeare.
- 1963 : - Cristo 63, Rome.
  - Edouard II de Marlowe, Rome.
  - Ubu roi d'Alfred Jarry, Rome. Puis une seconde version en 1967.
- 1964 : - Salomé d'Oscar Wilde, Rome.
  - Manon d'après le roman de l'Abbé Prévost, Rome.
- 1966 : - Faust ou Marguerite de Carmelo Bene, Rome.
  - Notre-Dame des Turcs de Carmelo Bene. Puis une seconde version en 1973.
- 1967 : - Hamlet ou la conséquence de la piété filiale d'après Shakespeare et Jules Laforgue. Puis une seconde version en 1974
- 1968 : - Arden of Feversham d'un anonyme élisabéthain.
  - Don Quichotte d'après Cervantes.
- 1974 : - La cena delle beffe de Benelli. Puis une seconde version en 1989.
  - S.A.D.E de Carmelo Bene. Puis une seconde version en 1976.
- 1976 : - Faust-Marlowe-Burlesque de Trionfo et Salveti.
  - Roméo et Juliette d'après Shakespeare.
- 1977 : - Richard III d'après Shakespeare à l'Opéra-comique.
- 1979 : - Othello ou la déficience de la dame d'après Shakespeare. Puis une seconde version en 1985.
- 1980 : - Hyperion, d'après le poème de Hölderlin.
- 1981 : - La divine comédie, "lectura Dantis" pour une seule voix.
- 1983 : - Macbeth d'après Shakespeare.
  - Egmont de Goethe, version italienne et élaboration pour concert et voix seule de Carmelo Bene.
  - … Mi presero gli occhi… d'après Hölderlin et Giacomo Leopardi.
- 1986 : - Lorenzaccio d'après Musset
- 1987 : - Canti de Giacomo Leopardi
  - Hommelette for Hamlet, opérette inqualifiable de Jules Laforgue.
- 1989 : - Penthésilée d'après Heinrich von Kleist. Puis une seconde version en 1990.
- 1994 : - Hamlet suite
- 1996 : - Macbeth, horror suite, pour le centenaire de la naissance d'Antonin Artaud.
- 1997 : - Adelchi di A. Manzoni spectacle en forme de concert à la mémoire d'Antonio Striano.
- 1998 : - Pinocchio (IVe version).
- 1999 : - Gabriele D'Annunzio, concert d'auteur.
- 2000 : - In-vulnerabilitá d'Achille impossibile suite tra Ilio e Sciro d'après Stazio, Heinrich von Kleist et Homère.
- 2001 : - Lectura Dantis au festival d'Otrante

## Filmographie

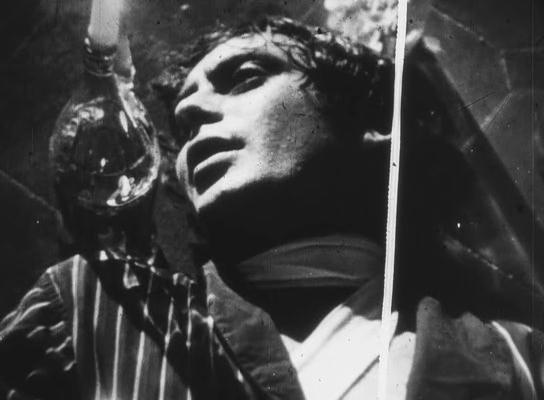
Carmelo Bene dans une scène de Notre-Dame des Turcs (1968).

### Réalisateur
- 1967 : Il barocco leccese, court-métrage de 6'.
- 1968 : A proposito di "Arden of Feversham" (it), court-métrage de 20'.
- 1968 : Hermitage, court-métrage de 25'.
- 1968 : Notre-Dame des Turcs (Nostra Signora dei Turchi), long-métrage.
- 1969 : Capricci, long-métrage.
- 1971 : Don Giovanni, long-métrage. Musiques de Bizet, Donizetti, Mozart, Prokofiev, Verdi.
- 1972 : Salomé (Salomè), long-métrage. Musiques de Brahms, Schubert, Sibelius, Richard Strauss.
- 1973 : Un Hamlet de moins (Un Amleto di meno), long-métrage. Musiques de Rossini, Stravinsky, Wagner
- 1973 : Ventriloquio, court-métrage documentaire de 17' (tourné en 1970, considéré comme perdu).
- 1977 : Riccardo III, téléfilm adapté de sa pièce.

### Acteur
- 1965 : Un'ora prima di Amleto, più Pinocchio, de Paolo Brunatto (it)
- 1965 : Bis, de Paolo Brunatto (it)
- 1967 : Œdipe Roi (Edipo re), de Pier Paolo Pasolini
- 1967 : Le Déchaîné (Lo scatenato), de Franco Indovina
- 1969 : Umano, non umano (it), de Mario Schifano
- 1969 : Maximum Flic (Colpo Rovente), de Piero Zuffi
- 1970 : Necropolis, de Franco Brocani
- 1970 : Tre nel mille, de Franco Indovina
- 1975 : Claro, de Glauber Rocha